# Johann Konrad Rätzel
Johann Konrad Rätzel (* um 1672 in Alsleben, Erzstift Magdeburg; † 10. November 1754 in Halberstadt; auch Johann Conrad Raetzel) war ein deutscher Apothekenlaborant, später Ratskämmerer in Halberstadt, der während seines langjährigen Aufenthaltes in Ostasien eine seinerzeit aufsehenerregende Naturalien-Sammlung zusammengetragen hatte.

## Leben
Rätzel wurde in den Jahren um 1672 in Alsleben an der Saale geboren und evangelisch getauft. Er selbst schreibt, er habe die „Apotheker-Kunst“ bei Reinhold Gerhardt, einem Magistratsapotheker im nahegelegenen Aschersleben, gelernt und sei durch dessen Erzählungen zum Reisen in fremde Länder angeregt worden. Nach Abschluss der Lehre ließ er sich zunächst im Februar 1693 von Conrad Schrecke (auch Konrad Schreck) in der Ratsapotheke von Magdeburg einstellen, gab diese Anstellung jedoch schon im Mai 1694 auf und machte sich trotz Abratens seiner Eltern in Wegeleben und vieler Freunde im Juli zusammen mit seinem Bruder Johann Joachim auf den Weg in die Niederlande. In Amsterdam, wo sie am 12. September ankamen, fielen sie einem der berüchtigten Seelenverkäufer in die Hände. Auch der deutsche Apotheker Nicolaus Domsdorff, den sie aufsuchten, konnte ihnen wenig Hilfe anbieten. So harrten sie in ihrem „unflätigen Logiement“ aus, bis sie am 12. Dezember bei der Niederländischen Ostindien-Kompanie (VOC) als Soldaten („zu einer höhern Qualität gelanget selten ein Ausländer“) anmusterten. Ihr Schiff, die Voetboog, lief am 31. jenes Monats von Texel aus. Mitte April erreichte Rätzel das Kap der Guten Hoffnung, wo ihm u. a. die „Hodmadots oder Hottentotten“ auffielen. Doch fielen auch wenig gute Worte über das „elende Leben“ und die „miserable“ Behandlung der Soldaten. Am 20. Juli 1695 erreichten sie schließlich die Rheede von Batavia. Zu seinem Glück fand er in Andreas Cleyer, „aus Hessen gebürtig, Medicinae Doctor, Ober Kauffman und Justitien Rath“, einen Fürsprecher, so dass er als Laborant unterkam. Fünf Jahre nach seiner Ankunft ging Rätzel am 9. Februar 1700 die Ehe mit Anna Kugeln ein, einer 26-jährigen Amsterdamer Lutheranerin. Sie war die Nichte von Bartel Jansz van der Valk, dem prominentesten Kartenmacher („Ingenieur und Landmesser“) in der Stadt, so dass Rätzel Zugang zu den besseren Kreisen der Kompanie gewann. Allerdings starb sie im Mai 1702 nach langer Krankheit. Raetzel verbrachte die Zeit in Ostindien nahezu ausschließlich auf Java, entsprechend detailliert fällt seine Schilderung Batavias aus. Unter den Bräuchen der Einheimischen fiel ihm besonders das Betelkauen auf, auch streift er diverse Pflanzen. Besonders dramatische Ereignisse, wie sie andere Reisende gerne ausbreiteten, sucht man in seinem Manuskript vergebens.
Mit Ablauf des zweiten Vertrags entschloss er sich zur Heimreise. Der Abschied von „so vielen guten Freunden und Freundinnen“, von seinem „Gönner“ Abraham van Riebeeck, von seiner Verwandtschaft, darunter besonders van der Valk, fiel ihm nicht leicht. Am 1. Dezember 1706 lichtete die Grimmenstein die Anker. Im Rang eines zweiten Buchhalters erging es ihm nun besser als auf der Hinreise. Nach nahezu neun Monaten erreichten sie am 20. September 1706 Texel und wurden freigesprochen. Da Rätzels Schiff der Kammer Rotterdam zugehörte, segelte er mit nach Rotterdam, und nahm dort seine mitgebrachten Güter in Empfang. Um wieder zu Kräften zu kommen, logierte er in Amsterdam einige Wochen bei Johan Heyde aus Brandenburg. Als er am 14. Dezember mit der Postkutsche in Halberstadt eintraf, lagen seine „Kisten und Packen“ bereits im Hause des Apothekers Eltzen. Im Gegensatz zu vielen Ostindienfahrern hatte Rätzel mit diesen Schätzen und 2041 Gulden für die zweite Lebenshälfte gut vorgesorgt.
Die Wiedereingliederung in die bürgerliche Gesellschaft verlief ohne erkennbare Schwierigkeiten. Rätzel erwarb ein Haus in der „Breitenwegischen Nachbarschafft“. Seit 1719 war er Erbzinsträger der „Commiß=Brauerei“. 1741 wurde er Stadtkämmerer, und bis 1945 konnte die Nachwelt seinen Namen unter der Rosette der Kirche des Heiligen Geisthospitals lesen: „Johann Conr. Raetzel: Camer. et Provis.“
Anfang der 1740er Jahre fasste er seine Erlebnisse als „Ostindisches Diarium“ zusammen. Die Handschrift umfasst auch einige Zeichnungen von Muscheln. Sie ging später in den Besitz von Heinrich Ernst zu Stolberg-Wernigerode über und wurde von H.E. Raßmann 1778 um weitere Zeichnungen und Anmerkungen ergänzt.

## Sammlung
Wer wie Rätzel beruflich mit Materia Medica zu tun hatte, akkumulierte eine Fülle von organischen und anorganischen Substanzen, die man untersuchte, aufbereitete, konservierte und sortierte. Bei fast allen „Materialisten“ zu Rätzels Zeiten blieb es nicht dabei. Medizinisch nutzlose Naturprodukte füllten das Haus, dazu kamen Artefakte aller Art. In den Kunstkammern, Wunderkammern, Naturalien- oder Raritätenkabinetten konnte man die Vielfalt, die Schönheit der Schöpfung Gottes ebenso bewundern wie die Geschicklichkeit und Phantasie des Menschen. Sammelinstinkte kreuzten sich hier mit Exorzismus und Repräsentationssucht, in nicht wenigen Fällen auch dem Drang, den Kosmos zu erfassen, zu ordnen, zu katalogisieren. Selbst der geringste Bauer, schrieb der Gießener Professor Michael Bernhard Valentini 1714 in seinem “Unvorgreifflichen Bedencken von Kunst= und Naturalien=Kammern insgemein”, würde in Betrachtung der alltäglich erfahrenen Natur seinen Fleiß darauf anwenden, Regeln für die Prognose der künftigen Ernte, des Wetters aufzustellen.

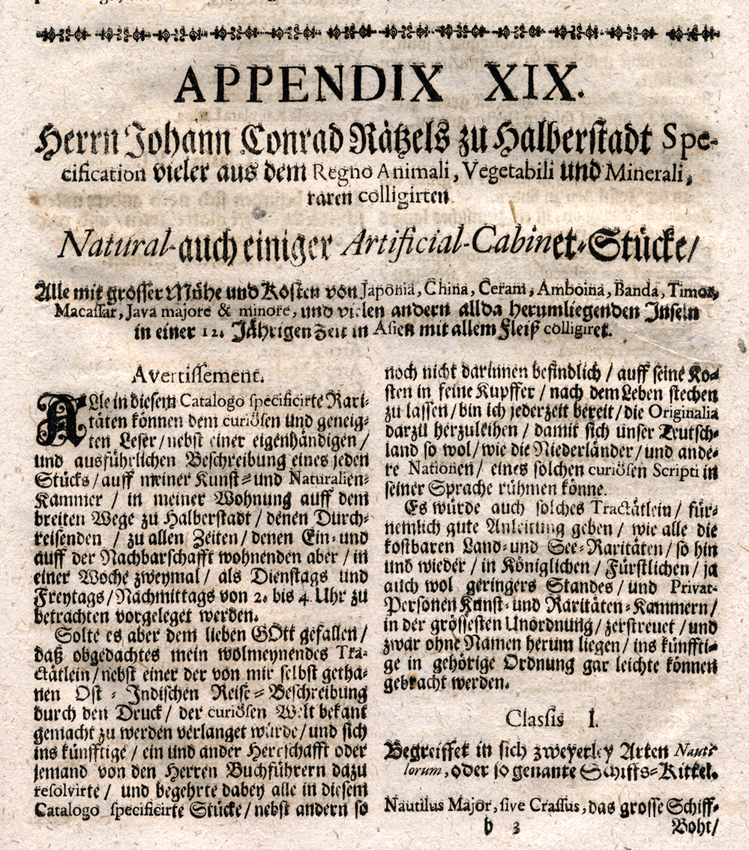
Erstmalige Veröffentlichung von Konrad Rätzels Sammlungskatalog in Michael Bernhard Valentinis Museum Museorum, Band II, Appendix, S. 61ff.

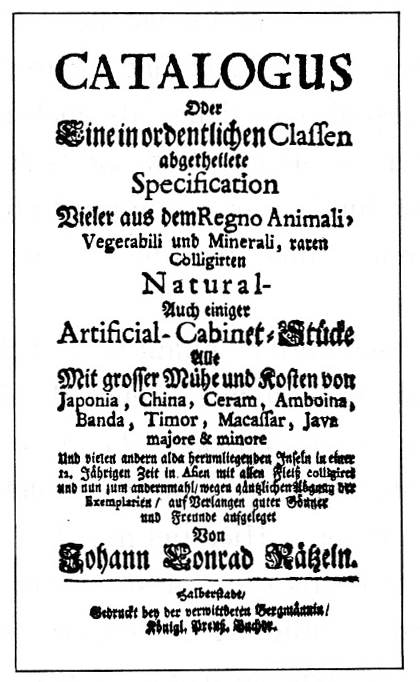
Titelblatt von Rätzels Sammlungskatalog

Rätzel hatte seine Kisten heil durch tropische Stürme und die restriktive Inspektion der Ostindien–Kompanie gebracht. Der Aufbau und das Ordnen brauchten ihre Zeit. Als der Gelehrte Zacharias Conrad von Uffenbach 1709 nach Halberstadt kam, traf er niemanden, „der etwa eine Bibliothek oder Cabinett hätte“. Doch schon 1714 rückte Michael Bernhard Valentini im zweiten Band seines im Folioformat gedruckten Werks Museum Museorum eine neunseitige Aufstellung aus Rätzels Feder ein:

„Herrn Johann Conrad Rätzels zu Halberstadt Specification vieler aus dem Regno Animali, vegetabili und Minerali, raren colligirten Natural- auch einiger Artificial-Cabinet=Stücke/ Alle mit grosser Mühe und Kosten von Japonia, China, Ceram, Amboina, Banda, Tirmor, Macassar, Java majore & minore, und vielen andern allda herumliegenden Inseln in einer 12. Jährigen Zeit in Asien mit allem Fleiß colligiret.“

Vermutlich war es diese Anerkennung durch einen renommierten Gelehrten, die Rätzel dazu anspornte, seinen Katalog auch selbst in handlicherem Format herauszugeben. Die erste Auflage erschien etwa um 1730 bei dem Halberstädter Drucker Schildbach:

„Catalogus Oder Eine in ordentlichen Classen abgetheilete Specification Vieler aus dem Regno Animali, Vegetabili und Minerali, raren Colligirten Natural- Auch einiger Artificial-Cabinet=Stücke[,] Alle Mit grosser Mühe und Kosten von Japonia, China, Ceram, Amboina, Banda, Timor, Macassar, Java majore & minore Und vielen andern alda herumliegenden Inseln in einer 12. Jährigen Zeit in Asien mit allen Fleiß colligiret […] von Johann Conrad Rätzeln“

Die Nachfrage war offenbar rege, denn einige Jahre später, vermutlich um 1735, druckte man „bey der verwittbeten Bergmännin“ in Halberstadt eine weitere Auflage. An den Anfang des Buches setzte Rätzel ein „Avertissement“, aus dem seine Bereitschaft hervorgeht, die im Catalogus spezifizierten Raritäten dem „curieusen und geneigten Leser, nebst einer eigenhändigen, und ausführlichen Beschreibung eines jeden Stücks“ in seiner Wohnung auf „dem breiten Wege zu Halberstadt“ zur Betrachtung vorzulegen – Durchreisenden zu allen Zeiten, jenen, die in der Stadt oder der Nähe, wohnten, dienstag und freitag nachmittags von zwei bis vier Uhr. Bei entsprechendem Entschluss eines Buchhändlers oder anderer Herrschaften sei er überdies bereit, für eine durch Kupferstiche illustrierte Neuauflage die Objekte auszuleihen und überdies seine „Ost-Indische Reise-Beschreibung“ zur Verfügung zu stellen, auf dass sich „Teutschland so wohl wie die Niederländer und andere Nationen eines solchen curieusen Scripti in seiner Sprache rühmen könne“. Rätzel scheute zwar das finanzielle Risiko, doch schien ihm sein „Traktätlein“ so gut gelungen, dass er es als Anleitung anpries, „wie alle die kostbaren Land- und See-Raritäten, so hin und wieder in königlichen fürstlichen, ja auch wohl geringers Standes- und Privatpersonen Kunst- und Raritätenkammern in der größesten Unordnung zerstreuet und zwar ohne Namen herumliegen, ins künftige in gehörige Ordnung gar leichte gebracht werden“ könnten.
Der Katalog seiner Objekte aus dem Reich der Tiere, Pflanzen und Mineralien sowie der „artificialen“ Stücke, ist in sechsundvierzig Klassen geteilt. Besonders die zahlreichen Muscheln und Schnecken arrangierte Rätzel unter dem Gesichtspunkt der Form (spitz, glatt, gewunden, gerundet, einschalig, zweischalig etc.), gelegentlich auch der Zeichnung und Farbe. Insgesamt zählt Rätzel rund zweihundertfünfzig, nach ihren Formen gruppierte Muschel- und Schneckensorten auf, sechs Arten von Seeigeln, elf von Korallen, dazu diverse Insekten. Seine exotischen Schmetterlinge waren derart zahlreich, dass er „vor dießmahl“ deren Namen, um sich „der Kürtze zu befleißigen, mit Willen“ ausließ. Erhebliche Transportprobleme dürften die in Spiritus konservierten Echsen, buntgefleckten Schlangen und Fische, einer über zwei Ellen lang, aufgeworfen haben. Einsiedlerkrebse samt ihren „geraubeten bunten Häuserchens“, über die in seinem „Orientalischen Raritäten-Cabinett“ einst ausführlicher zu lesen sein werde, könne er, ebenfalls mit Spiritus konserviert, in beinahe hundert verschiedenen Sorten vorzeigen. Ja er besaß sogar ein „Crocodilus oder Cayman, von ziemlicher Größe“. Dazu gehörten auch noch Hörner, Zähne, Eier, Bezoarsteine, vielerlei Mineralien und „curieus geschliffene pretieuse asiatische Steine“, Gold- und Silbermünzen. Neben all den naturkundlichen Objekten gab es zudem „Artificialia, und rare Cabinet-Stücke“ wie japanische Lackarbeiten, viereckige und runde lackierte Dosen, Teeschalen, einen Metallspiegel, Fächer, Papier, Möbel und Geschirr, ja sogar ein Gemälde von Batavia aus der Hand des schwedischen Malers Johann Hendrik Austermann.

„Ein von Nussbaumholze furniertes Schatull[schränkchen] mit gläsernen Fenster-Türen samt allen darin gehörigen kuriösen und kostbaren Porzellangeschirren, als großen und kleinen japanischen, blau, rot und mit Golde bemalten Schüsseln, Candeln, Butter- und Zuckernäpfe nebst dazugehörigen Deckeln, Tellern etc. wie auch vielerlei Sorten, dutzend- und halbdutzendweise großer und kleiner, mit und ohne Rippchen seiende Kaffe- und Teeschälchen, item Tabakspfeifen etc., dazu noch an gleichen Sorten das Chinesen-Porzellan mit schönen blauen Chinesen-Figuren, Landschaften, Blumen etc. gefüget, worunter einige besonders feine durchsichtige Teeschälchen, so allbereits vor 80 und mehr Jahren verfertiget und heutigen Tages nicht mehr gemacht werden, item zwei porzellane vergoldete Marienbilder, eine ziemliche Partie porzellane Pyramiden-Fläschchen, so aller Orten im Schatull[schränkchen] zwischen den Schüsseln und Schälchen etc. in artiger Ordnung herumstehen, und dann vier japanische aus Erz gegossene und glatt polierte runde Spiegel samt einem noch auswendig oben auf dem Schatoul[schränkchen] stehenden kostbaren japanischen großen Aufsatz mit Figuren und Farben kunstvoll bemalet; und endlich ist noch ein großes Schatull[schränkchen] vorhanden, welches mit schönen und raren Ost-Indinischen Bimeneser-Holz furnieret, darinnen sich in ordentlichen Schublädchen die meisten Seeraritäten befinden etc. (Schreibung geglättet)“

Viele der Exponate der Sammlung waren, wie eine kurze Bemerkung im Catalogus andeutet, mit eingehenden Beschreibungen versehen. Unter den Besuchern, die sich schriftlich zur Sammlung äußerten, finden wir den königlich-preußischen Regierungsrat und Fiskaladvokaten Johann Heinrich Lucanus, der in seiner auf 1742 datierten Handschrift Gründliche Beschreibung des alten löblichen Fürstenthums Halberstadt auf Rätzel und dessen Schätze eingeht. Besonders die exotischen Muscheln erregten Aufsehen. Der nordhäuser Pfarrer Friedrich Christian Lesser (1692–1754), ein engagiertes Mitglied der Leopoldina, fand hier als Anhänger der Physikotheologie gar einen Beweis für Gottes Existenz:

„Testaceo-theologia, oder, Gründlicher Beweis des Daseyns und der vollkommensten Eigenschaften eines göttlichen Wesens aus natürlicher und geistlicher Betrachtung der Schnecken und Muscheln zur gebührender Verherrlichung des grossen Gottes und Beförderung des ihm schuldigen Dienstes ausgefertiget.“

Einer von Lessers Briefpartnern war Friedrich Lorentz von Jemgumer Closter, Ratssekretär in Schwäbisch Hall und Sammler mit großem Naturalienkabinett. Dieser wiederum erhielt ausführliche Kunde von Rätzels Muscheln dank eines am 17. Mai 1747 von dem Mediziner Franz Ernst Brückmann (1697–1753) aufgesetzten Reisebriefs:

„Epistola Itineraria LXVII. Sistens Conchothecam Rätzelianam, Ad Virvm Celeberrimvm Consvltissimvm Atqve Doctissimvm Dominvm, Dominvm Frid. Lorentz von Jemgvmer Closter, Consilii Secretioris et Consistorii Halae Svevorvm Secretarivm Dignissimvm, Amicvm in Pavcis Maxime Colendvm.“

Über den Verbleib dieser gewaltigen Sammlung ist nichts bekannt.

## Werke
- Ostindisches Diarium oder Tage Buch Darinnen kürtzlich enthalten, was mir Johan Conrad Rätzeln auf selbiger Reise notables für gekommen ist. [nach 1742] Universitäts- und Landesbibliothek Sachsen-Anhalt, Halle. Signatur: Stolb.-Werner Zi 9 (Handschrift).
- Catalogus oder Eine in ordentlichen Classen abgetheilete Specification vieler aus dem regno animali vegetabili und minerali, raren colligirten Natural- auch einiger artificial-Cabinet-Stücke. Schildbach, Halberstadt [ca. 1730].
- Catalogus oder Eine in ordentlichen Classen abgetheilete Specification vieler aus dem regno animali, vegetabili und minerali, raren colligirten Natural- auch einiger artificial-Cabinet-Stücke. Bergmann, Halberstadt [ca. 1735].